# Hans Loritz
Hans Loritz, född 21 december 1895 i Augsburg, död 31 januari 1946 i Neumünster, var en tysk SS-Oberführer och lägerkommendant. Han var kommendant i koncentrationslägren Esterwegen (1934–1936), Dachau (1936–1939) och Sachsenhausen (1940–1942).

## Biografi
Hans Loritz var son till en polistjänsteman i Augsburg. Vid första världskrigets utbrott 1914 anmälde han sig som krigsfrivillig i bayerska armén. Han sårades flera gånger och hamnade i juli 1918 i fransk krigsfångenskap. Han frisläpptes 1920 och kom att arbeta inom polismyndigheten i Augsburg.
Loritz inträdde 1930 i Nationalsocialistiska tyska arbetarepartiet (NSDAP) och Schutzstaffel (SS) och förde 1933 befälet över 29. SS-Standarte Schwaben. Efter en tvist med en SA-ledare vid Reichsparteitag 1933 kommenderades Loritz till Dachau, där han hade ansvar för 1 400 österrikiska SS-medlemmar. I Dachau lärde han känna sin beskyddare Theodor Eicke, som var lägrets kommendant och chef för Inspektoratet för koncentrationslägren (IFK). I början av år 1934 bad Loritz i ett personligt brev till Reichsführer-SS Heinrich Himmler att få bli förflyttad till ett koncentrationsläger under Eickes överinseende, men denna begäran avslogs initialt.

### Lägerkommendant

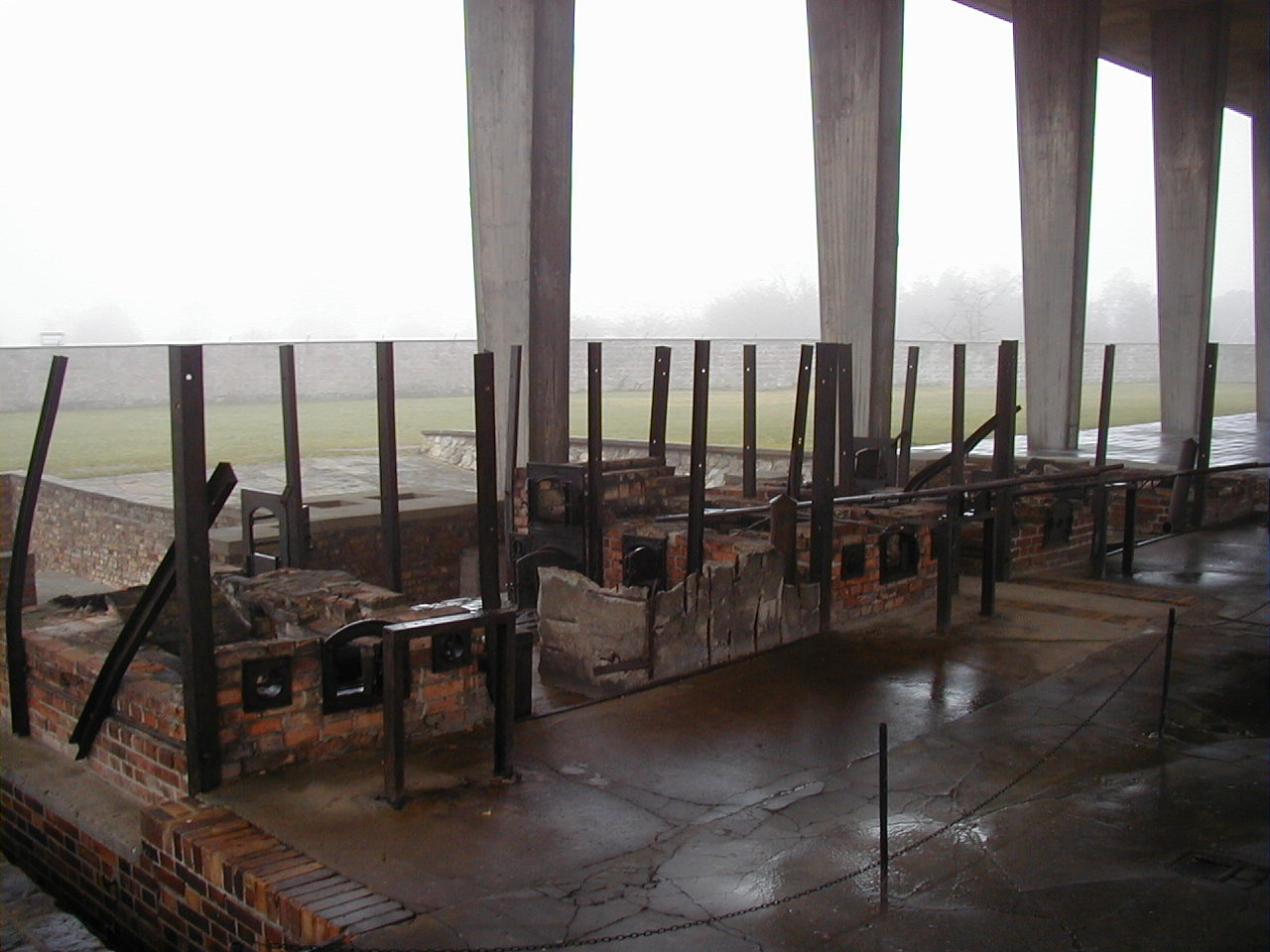
Krematorieugnar i Sachsenhausen.

I juli 1934 bifölls dock Loritz begäran och han utsågs till kommendant i koncentrationslägret Esterwegen, som var beläget i närheten av Esterwegen i distriktet Emsland. I lägret skärpte han reglerna, förhörde personligen fångar och beordrade tortyr. Lägret stängdes 1936 och Loritz blev då kommendant i Dachau. Loritz uppmanade sina vakter till hårdhet och införde ett flertal brutala straff.
Loritz korruption gjorde att han blev föremål för undersökning av SS-Verwaltungsamt. Han lät bland annat fångar uppföra en privatvilla i Sankt Gilgen vid Wolfgangsee. Detta fick till följd att han i juli 1939 kommenderades till Graz som SS-Abschnittsführer, men redan i december samma år utnämndes han till tillförordnad lägerkommendant i Sachsenhausen; i mars 1940 blev han ordinarie kommendant. I Sachsenhausen trappade han upp terrorn och de repressiva åtgärderna. År 1941 valde han ut arbetsodugliga fångar, vilka mördades på Tötungsanstalt Pirna-Sonnenstein och organiserade arkebuseringen av minst 12 000 sovjetiska krigsfångar i en särskilt inrättad nackskottsavdelning.
I Sachsenhausen uppdagades ånyo Loritz korruption. Han lät interner i lägrets verkstäder, kallade "Loritz-Werke", arbeta i hans privata tjänst. En förundersökning inleddes mot Loritz, och även om den avbröts, avskedades han som lägerkommendant, på begäran av Oswald Pohl, chef för SS-Wirtschafts- und Verwaltungshauptamt. I början av september månad 1942 kommenderades Loritz till det av Tyskland ockuperade Norge, där han blev inspektör hos Högre SS- och polischefen i distriktet Nord, Wilhelm Rediess. Loritz var i denna funktion ansvarig för alla SS:s läger i Norge.
I andra världskrigets slutskede flydde Loritz till Sverige, där han greps och fördes till Tyskland. Han internerades av den brittiska ockupationsmakten och riskerade att bli utlämnad till Sovjetunionen för massmordet på sovjetiska krigsfångar i Sachsenhausen. I slutet av januari 1946 begick Loritz självmord i det brittiska interneringslägret Neumünster-Gadeland.

## Befordringshistorik
| Hans Loritz befordringshistorik | Hans Loritz befordringshistorik |
| Datum                           | Tjänstegrad                     |
| ------------------------------- | ------------------------------- |
| 15 november 1931                | SS-Untersturmführer             |
| 11 april 1932                   | SS-Hauptsturmführer             |
| 23 augusti 1932                 | SS-Sturmbannführer              |
| 15 juli 1933                    | SS-Obersturmbannführer          |
| 22 mars 1934                    | SS-Standartenführer             |
| 15 september 1935               | SS-Oberführer                   |

## Utmärkelser
Hans Loritz utmärkelser
- Järnkorset av andra klassen (FVK)
- Såradmärket i svart (FVK)
- Krigsförtjänstkorset av andra klassen med svärd
- Krigsförtjänstkorset av första klassen med svärd
- Ärekorset (Ehrenkreuz für Frontkämpfer)
- Landesorden
- SS Hederssvärd
- SS-Ehrenring (Totenkopfring)